# Adnan Kapau Gani
Adnan Kapau Gani né le 16 septembre 1905 à Agam et mort le 23 décembre 1968 à Palembang, est un homme politique et médecin indonésien.

## Biographie
Né à sumatra occidental, il a passé une grande partie de sa jeunesse à java, où il a étudié la médecine et s'est impliqué dans le mouvement nationaliste naissant avant de se rendre au sumatra du Sud pour travailler comme médecin,.
Pendant la révolution nationale indonésienne, il a servi trois mandats en tant que ministre du bien-être ; deux d'entre eux étaient concomitants avec des mandats de vice-premier ministre.Ensuite, Gani est allé à Palembang, où il est resté actif en politique jusqu'à sa mort.
En novembre 2007, Gani été nommé héros national d'Indonésie,.